# Xot gorjablanc
El xot gorjablanc (Megascops albogularis) és una espècie d'ocell de la família dels estrígids (Strigidae). Habita la selva humida i els boscos de muntanya des de Colòmbia i el nord-oest de Veneçuela, cap al sud, a través dels Andes fins a l'est de l'Equador i del Perú. El seu estat de conservació es considera de risc mínim.